# Keijo Tapiovaara
Keijo Kalervo Tapiovaara (* 18. Mai 1939 in Tampere; † 19. März 2019 in Espoo) war ein finnischer Eisschnellläufer.

## Werdegang
Tapiovaara, der für den Helsingin Luistinkiitäjät startete, nahm von 1955 bis 1972 an nationalen Wettbewerben teil und wurde dabei im Jahr 1959 finnischer Juniorenmeister sowie in den Jahren 1960 und 1962 finnischer Meister im Mehrkampf. Erstmals international startete er bei der Mehrkampf-Weltmeisterschaft 1959 in Oslo, wobei er den 14. Platz im Großen Vierkampf errang. Nach Platz acht bei der Mehrkampfeuropameisterschaft 1960 in Oslo zu Beginn der Saison 1959/60, nahm er an der Mehrkampfweltmeisterschaft 1960 in Davos teil, wobei er nach drei von vier Läufen ausschied. Im Februar 1960 belegte er in Squaw Valley bei seiner einzigen Teilnahme an Olympischen Winterspielen den 23. Platz über 1500 m, den neunten Rang über 10.000 m und den siebten Platz über 5000 m. In den folgenden Jahren lief er bei der Mehrkampfeuropameisterschaft 1961 in Helsinki auf den 22. Platz, bei der Mehrkampfeuropameisterschaft 1962 in Oslo auf den zehnten Rang und bei der Mehrkampfweltmeisterschaft 1962 in Moskau auf den 12. Platz im Großen Vierkampf. In seiner letzten internationalen Saison 1962/63 errang er bei der Mehrkampfeuropameisterschaft 1963 in Göteborg den 22. Platz und bei der Mehrkampfweltmeisterschaft 1963 in Karuizawa den 23. Platz im Großen Vierkampf. Nach seiner Karriere war er als Schiedsrichter sowie von 1974 bis 1986 als Vorsitzender des Eisschnelllaufclubs Helsingin Luistinkiitäjien und Mitglied des Vorstands und des Spitzensportausschusses des finnischen Eisschnelllaufverbandes tätig. Beruflich arbeitete er für das Unternehmen Luottokunta, unter anderem als Vorstandsmitglied und von 1997 bis 1999 als CEO des Unternehmens.

## Erfolge

### Olympische Spiele
- 1960 Squaw Valley: 7. Platz 5000 m, 9. Platz 10.000 m, 23. Platz 1500 m

### Mehrkampf-Weltmeisterschaften
- 1959 Oslo: 14. Platz Großer Vierkampf
- 1962 Moskau: 12. Platz Großer Vierkampf
- 1963 Karuizawa: 23. Platz Großer Vierkampf

### Mehrkampf-Europameisterschaften
- 1960 Oslo: 8. Platz Großer Vierkampf
- 1961 Helsinki: 22. Platz Großer Vierkampf
- 1962 Oslo: 10. Platz Großer Vierkampf
- 1963 Göteborg: 22. Platz Großer Vierkampf

## Persönliche Bestleistungen
| Disziplin | Zeit        | Datum            | Ort                  |
| --------- | ----------- | ---------------- | -------------------- |
| 500 m     | 42,9 s      | 16. Januar 1965  | Pieksämäki           |
| 1000 m    | 1:45,8 min  | 10. Februar 1972 | Helsinki             |
| 1500 m    | 2:10,8 min  | 19. Januar 1963  | Madonna di Campiglio |
| 3000 m    | 4:41,0 min  | 10. Februar 1965 | Vantaa               |
| 5000 m    | 8:01,5 min  | 29. Februar 1964 | Lappeenranta         |
| 10.000 m  | 16:30,8 min | 19. Januar 1963  | Madonna di Campiglio |